# Claes Berg
Claes Axel Teodor Berg, född 9 mars 1886 i Huddinge församling, Stockholms län, död 9 juli 1969 i Uppsala, var en svensk militär, godsägare och arkitekt.
Berg, som var son till godsägare Axel Berg på Vårby gård och Amelie Breitholtz, avlade mogenhetsexamen i Stockholm 1905. Han utexaminerades som arkitekt från tekniska högskolan i Dresden 1911 och extra elev vid Ultuna 1915. Han blev underlöjtnant vid Svea livgarde 1907, löjtnant 1911 och kapten 1922, i reserven 1930. Han var anställd hos Lars Israel Wahlman i Stockholm 1911–1912, hos Ivar Tengbom i Stockholm 1912–1914 samt ägde och bebodde Hammarskogs egendom i Uppland 1916–1963.
Berg var ordförande i kommunalstämman i Dalby landskommun 1920–1951, därefter ledamot av kommunalfullmäktige i Södra Hagunda landskommun, vice ordförande i kyrkostämman från 1920, initiativtagare till frivillig brandkår 1933 och ordförande i brandstyrelsen från 1950. Han var även ordförande i hushållningsgillet, revisor i Uppsala läns hushållningssällskap och ledamot av Uppsala läns landsting.